# Загрязнение почв
Загрязнение почв — вид антропогенной деградации почв, при которой содержание химических веществ в почвах, подверженных антропогенному воздействию, превышает природный региональный фоновый уровень их содержания в почвах.
Основной критерий загрязнения окружающей среды различными веществами — проявление признаков вредного действия этих веществ в окружающей среде на отдельные виды живых организмов, так как устойчивость отдельных видов последних к химическому воздействию существенно различается. Экологическую опасность представляет то, что в окружающей человека природной среде по сравнению с природными уровнями превышено содержание определенных химических веществ за счет их поступления из антропогенных источников. Эта опасность может реализоваться не только для самых чувствительных видов живых организмов.
Загрязняющие вещества (загрязнители) — это вещества антропогенного происхождения, поступающие в окружающую среду в количествах, превышающих природный уровень их поступления.
Законодательство Российской Федерации предусматривает ответственность за загрязнение почв по статье 254 уголовного кодекса («порча земли»).